# Sone
De sone is een eenheid voor de waargenomen geluidssterkte in de psychoakoestiek die in 1936 door S.S. Stevens geïntroduceerd is. Voor enkelvoudige tonen komt een sone bij 1000 Hz overeen met een luidheid van 40 phons.
| sone | 1  | 2  | 4  | 8  | 16 | 32 | 64  |
| phon | 40 | 50 | 60 | 70 | 80 | 90 | 100 |